# Karl Hopf (Serienmörder)

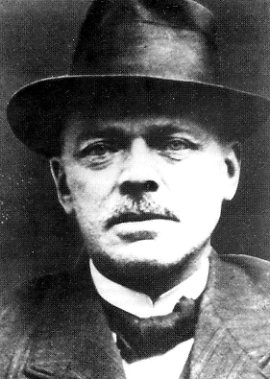
Karl Hopf

Karl Hopf (* 26. März 1863 in Frankfurt am Main; † 23. März 1914 ebenda) war ein deutscher Serienmörder. Er wurde wegen Mordes an seinen Ehefrauen, Eltern und Kindern sowie des Mordversuchs an weiteren Personen vom Schwurgericht Frankfurt am Main am 19. Januar 1914 zum Tode verurteilt.

## Leben
Karl Hopf besuchte die Musterschule und verließ diese nach der Untersekunda. Er begann eine Drogistenlehre in London, lebte zeitweise in Casablanca und in Indien. Er ließ sich dort im Florett- und Säbelfechten ausbilden, was er bis zur Perfektion beherrschte. Um die Jahrhundertwende betrieb er in Niederhöchstadt, heute ein Stadtteil von Eschborn, eine Hundezucht. Für den Verkauf eines seiner Hunde erzielte er einen für die damalige Zeit hohen Betrag von 10.000 Mark.

## Schauplatz
1902 heiratete er in Niederhöchstadt seine erste Frau Josefa, geb. Henel. Sie starb noch im selben Jahr am 28. November nach kurzer Krankheit. Aus ihrer Lebensversicherung erhielt er einen Betrag von 20.000 Mark ausbezahlt. Er heiratete danach Auguste Christine, geb. Schneider. Sie bekam ebenfalls gesundheitliche Probleme. Sie ließ sich von Hopf scheiden, verließ ihn und starb bald darauf. Die auf sie abgeschlossene Versicherung von 30.000 Mark konnte Hopf nicht kassieren. Seine Tochter Elsa aus dieser Ehe starb bereits 1906.
In den folgenden Jahren trat Hopf im Varieté unter dem Künstlernamen „Athos“ als Meister im Florett- und Degenfechten auf.

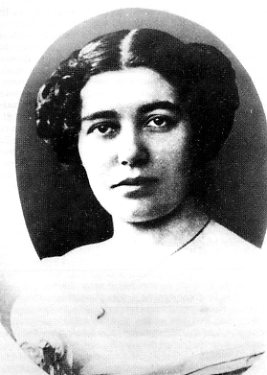
Wally Hopf überlebte die Mordversuche

1912 heiratete er in London die in Dresden geborene Wally geb. Siewec. Sie versicherten sich mit 80.000 Mark „auf Gegenseitigkeit“. Seine dritte Ehefrau erkrankte sehr bald an einer schweren Magen-Darm-Krankheit. Als sie im Diakonissenkrankenhaus in Frankfurt am Main behandelt wurde, ging es ihr wieder besser. Der dort behandelnde Facharzt für Toxikologie, Rossmann, erkannte an den Symptomen eine starke Vergiftung und zog den Gerichtsmediziner Georg Popp zur Rate.

## Ermittlungen
Daraufhin wurden bei einer Hausdurchsuchung in der Wohnung Hopfs große Mengen verschiedener hochkonzentrierter Gifte, darunter Arsen, Fingerhutgift (Digitalis) und lebende Kulturen von Typhus- und Cholera-Bazillen gefunden. Er wurde am 14. April 1913 im Krankenhaus festgenommen. Dabei führte Hopf ein Fläschchen mit Zyankali bei sich, das er einnehmen wollte, daran jedoch von der Kriminalpolizei gehindert wurde.

## Prozess
Der Gerichtsprozess vor dem Schwurgericht in Frankfurt am Main dauerte vom 9. bis 19. Januar 1914 und wurde von der Öffentlichkeit stark beachtet. Über 64 Zeugen und Sachverständige wurden geladen und gehört. Bei der Verhandlung kam ans Licht, dass Karl Hopf seinen Vater, seine erste Frau, einen unehelich geborenen Säugling und seine Tochter Elsa aus der zweiten Ehe mit Gift ermordet hatte. Allen Ermordeten hatte er heimlich, teilweise über längere Zeit, Gift zugeführt, meist versteckt in Nahrungsmitteln und Getränken.
Bei einer Exhumierung der Leichen aller seiner verstorbenen Angehörigen gelang es dem Gerichtsmediziner Popp erstmals in der Kriminalgeschichte, auf wissenschaftlichem Wege den Giftnachweis in den Knochen und Leichenteilen zu führen.

## Hinrichtung
Nachdem Hopf am 19. Januar 1914 zum Tod verurteilt worden war, wurde er am 23. März 1914 im Hof des Königlichen Strafgefängnisses Preungesheim durch das Fallbeil hingerichtet.